# Hideki Matsuyama
Hideki Matsuyama (25 de febrero de 1992, Matsuyama) es un golfista japonés que ha logrado 17 victorias profesionales, destacándose el Masters de Augusta de 2021, el WGC-HSBC Champions de 2016 y el WGC-Bridgestone Invitational de 2017. Además, resultó segundo en el Abierto de los Estados Unidos de 2017 y cuarto en el Campeonato de la PGA de 2016. 

## Carrera deportiva
Matsuyama ganó el Campeonato Asiático Amateur de 2010, lo que le valió una invitación al Masters de Augusta de 2011. En su debut en torneos mayores con 21 años de edad, superó el corte y obtuvo la Copa de Plata al mejor amateur. La semana siguiente, resultó tercero en el Abierto de Japón.
El golfista fue medallista de oro en las pruebas individual y de equipos de la Universiadas de 2011, triunfó nuevamente en el Campeonato Asiático Amateur, y ganó el Masters de Taiheiyo del tour japonés. Retornó al Masters de Augusta, donde superó el corte. En agosto de 2012 alcanzó el primer puesto en la clasificación mundial de amateurs.
Matsuyama se convirtió en profesional en abril de 2013 a los 21 años de edad. Ganó cuatro torneos en el tour japonés, destacándose el Casio World Open, y obtuvo el primer puesto en la lista de ganancias. Además, finalizó tercero en el Frys.com Open, sexto en el Abierto Británico y décimo en el Abierto de los Estados Unidos. A fin de año jugó la Copa de Presidentes con la selección internacional, obteniendo 1,5 puntos en cinco partidos.
El japonés obtuvo la tarjeta para disputar el PGA Tour estadounidense en 2014. Triunfó en el Memorial Tournament, resultó cuarto en el Abierto de Phoenix, décimo en el Colonial Invitational, y superó el corte en tres de los cuatro torneos mayores. Así, acabó 27º en la lista de ganancias. Ese mismo año ganó el Dunlop Phoenix del circuito japonés y finalizó décimo en el Abierto de Las Vegas.
En 2015, Matsuyama finalizó segundo en el Abierto de Phoenix, tercero en el Torneo de Campeones, cuarto en el Abierto de Los Ángeles, quinto en el Masters de Augusta y el Memorial Tournament, séptimo en el Campeonato BMW, y 12º en el Tour Championship. Por tanto, culminó 15º en la lista de ganancias del PGA Tour. Luego jugó con la selección internacional en la Copa de Presidentes, obteniendo 2,5 puntos en cuatro partidos, finalizó segundo en el Dunlop Phoenix y quinto en el Clásico de Malasia.
El golfista triunfó en el Abierto de Phoenix de 2016, finalizó tercero en Greensboro, cuarto en el Campeonato de la PGA, quinto en el Tour Championship, sexto en el Arnold Palmer Invitational, y séptimo en el Masters de Augusta y The Players Championship, de modo que resultó noveno en la lista de ganancias del PGA Tour. A fin de año ganó el Abierto de Japón, el WGC-HSBC Champions, el Masters de Taiheiyo y el World Challenge, a la vez que finalizó segundo en el Clásico de Malasia, tras lo cual alcanzó la sexta posición en la clasificación mundial.
Matsuyama repitió victoria en el Abierto de Phoenix de 2017, y resultó segundo en el Torneo de Campeones. En junio finalizó segundo en el Abierto de los Estados Unidos, por lo que se colocó segundo en la clasificación mundial. En agosto triunfó en el WGC-Bridgestone Invitational y acabó quinto en el Campeonato de la PGA.
El 11 de abril de 2021, Matsuyama ganó el Masters de Augusta, entrando en la historia del golf como el primer japonés hombre en ganar un Masters. En octubre de 2021 gana el Zozo Championship, primer evento de la historia del PGA Tour disputado en Japón, y en enero de 2022 gana el Sony Open in Hawaii.